# Unity (игровой движок)
Unity (unity в переводе с англ. — «единство», произносится как «ю́нити») — кроссплатформенная среда разработки компьютерных игр, разработанная американской компанией Unity Technologies. Unity позволяет создавать приложения, работающие на более чем 25 различных платформах, включающих персональные компьютеры, игровые консоли, мобильные устройства, интернет-приложения и другие. Выпуск Unity состоялся в 2005 году и с того времени идёт постоянное развитие.
Основными преимуществами Unity являются наличие визуальной среды разработки, межплатформенной поддержки и модульной системы компонентов. К недостаткам относят появление сложностей при работе с многокомпонентными схемами и затруднения при подключении внешних библиотек.
На Unity написаны множество игр, приложений, визуализации математических моделей, которые охватывают множество платформ и жанров. При этом Unity используется как крупными разработчиками, так и независимыми студиями.

## Технические характеристики
Редактор Unity имеет простой Drag&Drop интерфейс, состоящий из различных окон, благодаря чему можно производить отладку игры прямо в редакторе. Движок использует для написания скриптов C#. Ранее поддерживались также Boo (диалект Python, поддержку убрали в 5-й версии) и модификация JavaScript, известная как UnityScript (поддержка прекращена в версии 2017.1). Расчёты физики производит физический движок PhysX от NVIDIA для 3D физики и Box2D для 2D физики. Графический API — DirectX (на данный момент DX 11, поддерживается DX 12) и OpenGL
Проект в Unity делится на сцены (уровни) — отдельные файлы, содержащие свои игровые миры со своим набором объектов, сценариев, и настроек. Сцены могут содержать в себе как, собственно, объекты (модели), так и пустые игровые объекты — объекты, которые не имеют модели («пустышки»). Объекты, в свою очередь содержат наборы компонентов, с которыми и взаимодействуют скрипты. Также у объектов есть название (в Unity допускается наличие двух и более объектов с одинаковыми названиями в одной сцене), может быть тег (метка) и слой, на котором он должен отображаться. Так, у любого объекта на сцене обязательно присутствует компонент Transform — он хранит в себе координаты местоположения, поворота и размеров объекта по всем трём осям.
Также Unity поддерживает физику твёрдых тел и ткани, а также физику типа Ragdoll (тряпичная кукла).
В редакторе имеется система наследования объектов; дочерние объекты будут повторять все изменения позиции, поворота и масштаба родительского объекта.
Скрипты в редакторе прикрепляются к объектам в виде отдельных компонентов.
При импорте текстуры в Unity можно сгенерировать alpha-канал, mip-уровни, normal-map, light-map, карту отражений, однако непосредственно на модель текстуру прикрепить нельзя — будет создан материал, которому будет назначен шейдер, и затем материал прикрепится к модели. Редактор Unity поддерживает написание и редактирование шейдеров. Редактор Unity имеет компонент для создания анимации, но также анимацию можно создать предварительно в 3D-редакторе и импортировать вместе с моделью, а затем разбить на файлы.
Unity 3D поддерживает систему Level Of Detail (сокр. LOD), суть которой заключается в том, что на дальнем расстоянии от игрока высокодетализированные модели заменяются на менее детализированные, и наоборот, а также систему Occlusion culling, суть которой в том, что у объектов, не попадающих в поле зрения камеры, не визуализируется геометрия и коллизия, что снижает нагрузку на центральный процессор и позволяет оптимизировать проект. При компиляции проекта создаётся исполняемый (.exe) файл игры (для Windows), а в отдельной папке — данные игры (включая все игровые уровни и динамически подключаемые библиотеки).
Движок поддерживает множество популярных форматов. Модели, звуки, текстуры, материалы, скрипты можно запаковывать в формат.unitypackage и передавать другим разработчикам, или выкладывать в свободный доступ. Этот же формат используется во внутреннем магазине Unity Asset Store, в котором разработчики могут бесплатно и за деньги выкладывать в общий доступ различные элементы, нужные при создании игр. Чтобы использовать Unity Asset Store, необходимо иметь аккаунт разработчика Unity.
UNet (библиотека для реализации мультиплеера в играх на Unity) была удалёна, начиная с версии 2018.4; решение «из коробки» для мультиплеера отсутствует.
Также можно использовать подходящий пользователю способ контроля версий. К примеру, Tortoise SVN, Git или Source Gear.
В Unity входит Unity Asset Server — инструментарий для совместной разработки на базе Unity, являющийся дополнением, добавляющим контроль версий и ряд других серверных решений.

## Достоинства и недостатки
Как правило, игровой движок предоставляет множество функциональных возможностей, позволяющих их задействовать в различных играх, в которые входят моделирование физических сред, карты нормалей, динамические тени и многое другое. В отличие от многих игровых движков, у Unity имеется два основных преимущества: наличие визуальной среды разработки и межплатформенная поддержка. Первый фактор включает не только инструментарий визуального моделирования, но и интегрированную среду, цепочку сборки, что направлено на повышение производительности разработчиков, в частности, этапов создания прототипов и тестирования. Под межплатформенной поддержкой предоставляется не только места развёртывания (установка на персональном компьютере, на мобильном устройстве, консоли и т. д.), но и наличие инструментария разработки (интегрированная среда может использоваться под Windows и Mac OS).
Третьим преимуществом называется модульная система компонентов Unity, с помощью которой происходит конструирование игровых объектов, когда последние представляют собой комбинируемые пакеты функциональных элементов. В отличие от механизмов наследования, объекты в Unity создаются посредством объединения функциональных блоков, а не помещения в узлы дерева наследования. Такой подход облегчает создание прототипов, что актуально при разработке игр.
В качестве недостатков приводятся ограничение визуального редактора при работе с многокомпонентными схемами, когда в сложных сценах визуальная работа затрудняется. Вторым недостатком называется отсутствие поддержки Unity ссылок на внешние библиотеки, работу с которыми программистам приходится настраивать самостоятельно, и это также затрудняет командную работу. Ещё один недостаток связан с использованием шаблонов экземпляров (англ. prefabs). С одной стороны, эта концепция Unity предлагает гибкий подход визуального редактирования объектов, но с другой стороны, редактирование таких шаблонов является сложным. Также, WebGL-версия движка, в силу специфики своей архитектуры (трансляция кода из C# в C++ и далее в JavaScript), имеет ряд нерешённых проблем с производительностью, потреблением памяти и работоспособностью на мобильных устройствах.

## Игры на Unity

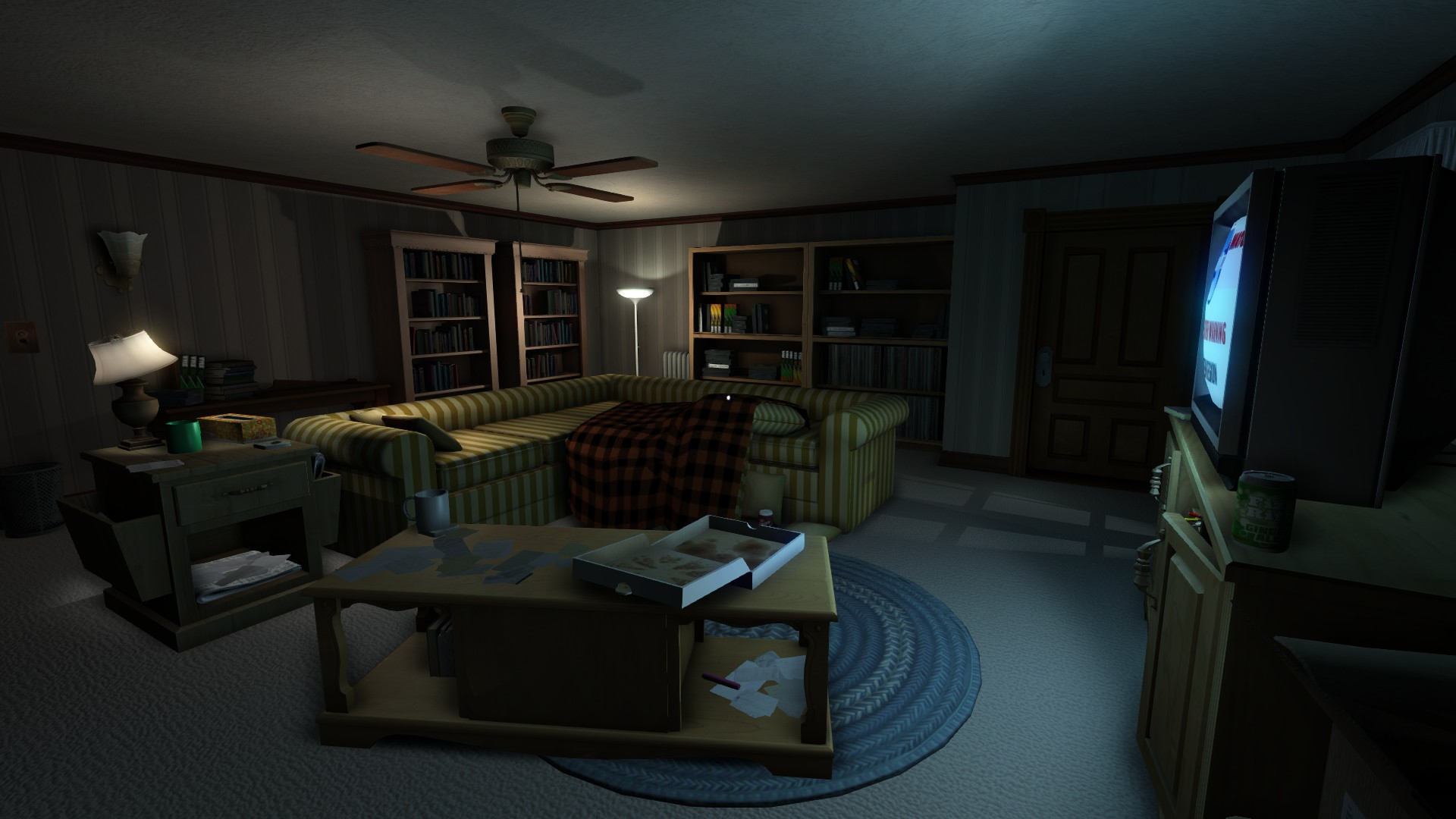
Gone Home — Unity

Согласно данным сайта SteamDB, только в 2024 году на платформе Steam было выпущено 8908 игр на движке Unity. В 2021 году компания Unity Technologies сообщала о 750 тысячах игр, созданных с использованием этого движка. Unity используется как крупными разработчиками (например, Blizzard), так и в создании инди-игр. Компьютерные игры на Unity охватывают множество платформ и жанров, характерными примерами которых являются:
- Guns of Icarus Online, Gone Home — шутер от первого лица и квест от первого лица, созданные независимыми студиями — для персональных компьютеров;
- Dead Trigger, Bad Piggies, Tyrant Unleashed — шутер от первого лица, головоломка и коллекционная карточная игра — для мобильных устройств;
- Assault Android Cactus, The Golf Club[англ.] — аркадный шутер и спортивный симулятор — для игровых консолей.

## История
Первая версия Unity появилась в июне 2005 года, когда игровой движок был анонсирован на Worldwide Developers Conference. Изначально Unity предназначался исключительно для компьютеров Mac, а в августе вышло обновление, позволяющее работать под Windows. В следующих версиях постепенно добавлялись новые платформы и развёртывания: межплатформенный веб-плеер в 2006-м, iPhone в 2008-м, Android в 2010-м, и далее на игровых консолях Xbox и Playstation.
Есть возможность создавать приложения для запуска в браузерах с помощью специального подключаемого модуля Unity (Unity Web Player), а также с помощью реализации технологии WebGL. Ранее была экспериментальная поддержка реализации проектов в рамках модуля Adobe Flash Player, но позже команда разработчиков Unity приняла сложное решение по отказу от этого.
В декабре 2009 года Gamasutra назвал Unity одним из самых значительных участников на рынке игровых компаний.

## Лицензии
Бесплатная версия Unity имеет некоторые ограничения, но для неё есть возможность распространять игры при условии, что ежегодный доход с игры не превышает 200 тыс. долларов.
| Тип лицензии | Доход компании в год | Экран приветствия                                                                              | Сборка в облачном хранилище | Отчёты по производительности | Премиум поддержка | Доступ к исходному коду |
| ------------ | -------------------- | ---------------------------------------------------------------------------------------------- | --------------------------- | ---------------------------- | ----------------- | ----------------------- |
| Personal     | До 200 тыс. долларов | Необязательная пользовательская анимация и (начиная с Unity 6 необязательно) «Made With Unity» | Стандартная                 | Нет                          | Нет               | Нет                     |
| Pro          | Неограничен          | Пользовательская анимация и/или «Made With Unity»                                              | Одновременная               | Да                           | Да                | Нет                     |
| Enterprise   | Неограничен          | Пользовательская анимация и/или «Made With Unity»                                              | Выделенные ресурсы          | Да                           | Да                | Да                      |
| Industry     | Неограничен          | Пользовательская анимация и/или «Made With Unity»                                              | Выделенные ресурсы          | Да                           | Да                | Да                      |

По другим данным, компания взимает с каждого разработчика ежегодную плату, которая варьируется от $400 до $4000 в зависимости от требуемых функций и размера компании-разработчика.